# Outil Capture
L'outil Capture (aussi appelé "Outil capture d'écran" et en anglais : Snipping Tool) est un programme inclus par défaut au système d'exploitation Windows depuis Vista et dans les tablettes Windows XP Experience Pack de 2005. L'outil a été publié pour la première fois pour les tablettes tactiles, le 7 novembre 2002. 
L'outil Capture permet de faire une capture d'écran d'une fenêtre, d'une zone rectangulaire, d'une zone de forme quelconque ou de l'écran entier. Les captures peuvent être par la suite annotées grâce à un feutre interactif et sauvegardées au format .png, .gif, .jpg, MHTML ou encore être envoyées par e-mail.
Depuis la version Windows 10, l'outil inclut une option permettant de prendre une capture après un certain délai. Après un récent bug informatique[Quand ?], l'application transformait toutes les captures d'écrans en fichier Paint[pertinence contestée]. 